# オルタード・スケール
オルタード・スケール（英：altered scale）とは、西洋音楽における音階のひとつである。オルタードテンションを含むメロディをドミナント和音に乗せる場合の理論的根拠となる音階のひとつであり、そのことからオルタード・ドミナント・スケールとも呼ばれる。

## 構成音
通常の長音階において、主音（ド）以外の音にすべてフラットをつけた音階に相当する。あるいは、長音階の主音のみを半音高くした音階とも考えることができる。
すなわち、i ♭ii ♭iii ♭iv ♭v ♭vi ♭vii という音階である。

## 用法
この音階はドミナント・セブンス・コードのすべてのオルタード・テンションを含んでいるため、ドミナント・セブンス・コード上でオルタード・テンションを含んだメロディを演奏する場合によく使用される。
C7の和音を考える。Cを主音とするオルタード・スケールは、C D♭ D♯ E F♯ A♭ B♭ Cである。このうち、音階の各構成音の役割は以下の通り。
- C - C7の根音。
- D♭ - ♭9th。9thのオルタードテンション。
- D♯ - ♯9th。9thのオルタードテンション。
- E - C7の第3音。
- F♯ - ♯11th。11thのオルタードテンション。
- A♭ - ♭13th。13thのオルタードテンション。
- B♭ - C7の第7音。

このように、ドミナント・セブンス・コードの構成音とオルタード・テンションのみで構成されている音階となっている。